# حلقه مورگوت
حلقهٔ مورگوت (انگلیسی: Morgoth's Ring) دهمین جلد از مجموعهٔ ۱۲ جلدی کریستوفر تالکین با عنوان تاریخ سرزمین میانه است که در آن او نسخه‌های خطی منتشر نشده پدرش، جی. آر. آر. تالکین را تحلیل می‌کند.